# L-29 (航空機)
アエロ L-29 デルフィーン
ロシア連邦民間機のL-29 デルフィーン
- 用途：軍用練習機、軽攻撃機（COIN機）
- 製造者： アエロ・ヴォドホディ（英語版）
- 運用者：#運用国を参照
- 初飛行：1959年4月5日
- 生産数：約3,600機
- 運用状況：一部の採用国で運用継続中。

L-29 デルフィーン（チェコ語: L-29 Delfín ）は、チェコスロバキアで開発されたジェット練習機である。初飛行は1959年4月5日。ワルシャワ条約機構加盟国共通練習機として採用され、大量に製造・運用された。NATOコードネームはマヤ。

## 概要
1961年、ワルシャワ条約機構加盟国の間で共用するための練習機として、ポーランドのTS-11 イスクラと旧ソ連製のYak-30を抑えて採用され、1963年4月から引き渡された。ソ連・東欧諸国のほか、アフリカやアジアの共産圏ないしソ連の衛星国でも使用され、3,600機以上が生産された。
現在でも、とくにアフリカ諸国では運用、保管されつづけているが、一方で欧米に展示飛行用として輸出された機体も少なくないという。

## 構造
座席は縦列複座（タンデム）、風防は前席が右横開きで後席は後方にスライドする。後席は前席よりもやや高く配置されている。操縦装置は3舵とも人力方式。フラップ、エアブレーキ、脚の上げ下げは油圧式。主翼は2段テーパーで、内側にフラップを装備している。、胴体は円形セミモノコック構造で、中央部に2個の燃料タンクがある。エンジンの交換は、8点止めの胴体後部を13分で分離した後に、1時間半で行うことができる。タイヤは低圧で、芝生や砂地での離着陸にも耐えられる。射撃訓練用のガンカメラを常備しており、主翼下にハードポイントが2ヶ所あり、増槽、爆弾、機銃ポッドなどが搭載できる。

## 実戦運用
L-29は純粋な練習機であり、のちの時代に主流となるような本格的な軽攻撃機兼用機ではない。作戦機として利用するにはエンジン出力が低いという欠点を持ち、また兵器搭載量も少なかったが、それでもいくつかの戦闘では実戦に供されている。
1967年に勃発したナイジェリアのビアフラ戦争では、反乱を起こしたビアフラ側にはフランスやイスラエルなどが、ナイジェリア政府にはイギリスとソビエト連邦・共産圏がそれぞれ与した。ナイジェリア政府の要請で12機のL-29がアエロフロートのAn-12輸送機やポーランド所属の商船、さらに、チェコスロバキア本国からのフェリーで送られ、MiG-17戦闘機とともに政府軍の空軍によって運用された。運用に際しては、後席にナイジェリア空軍兵士が航法士兼観測手として搭乗し、前席の操縦席に就くのはローデシア（現ジンバブエ）および南アフリカといった旧イギリス植民地出身の傭兵であった（南アフリカ共和国の政府はビアフラを支持）。ナイジェリア空軍は20機のL-29とMiG-17を運用していたが、対空砲火や熱帯の気候、搭乗員の未熟さによる事故によって消耗し、12機あったL-29は4機のみになっていた。それでも、戦争末期にはロケット弾で武装したL-29が、ビアフラ側の再補給を妨害するために運用されている。
このほか、1973年の第四次中東戦争では、エジプト所属のL-29が主力攻撃機の補佐のために近接航空支援を実施している。このときは、練習機ゆえに機影が小さく撃墜されることが少なかったほか、投下精度も高いと評価されている。

## 性能諸元

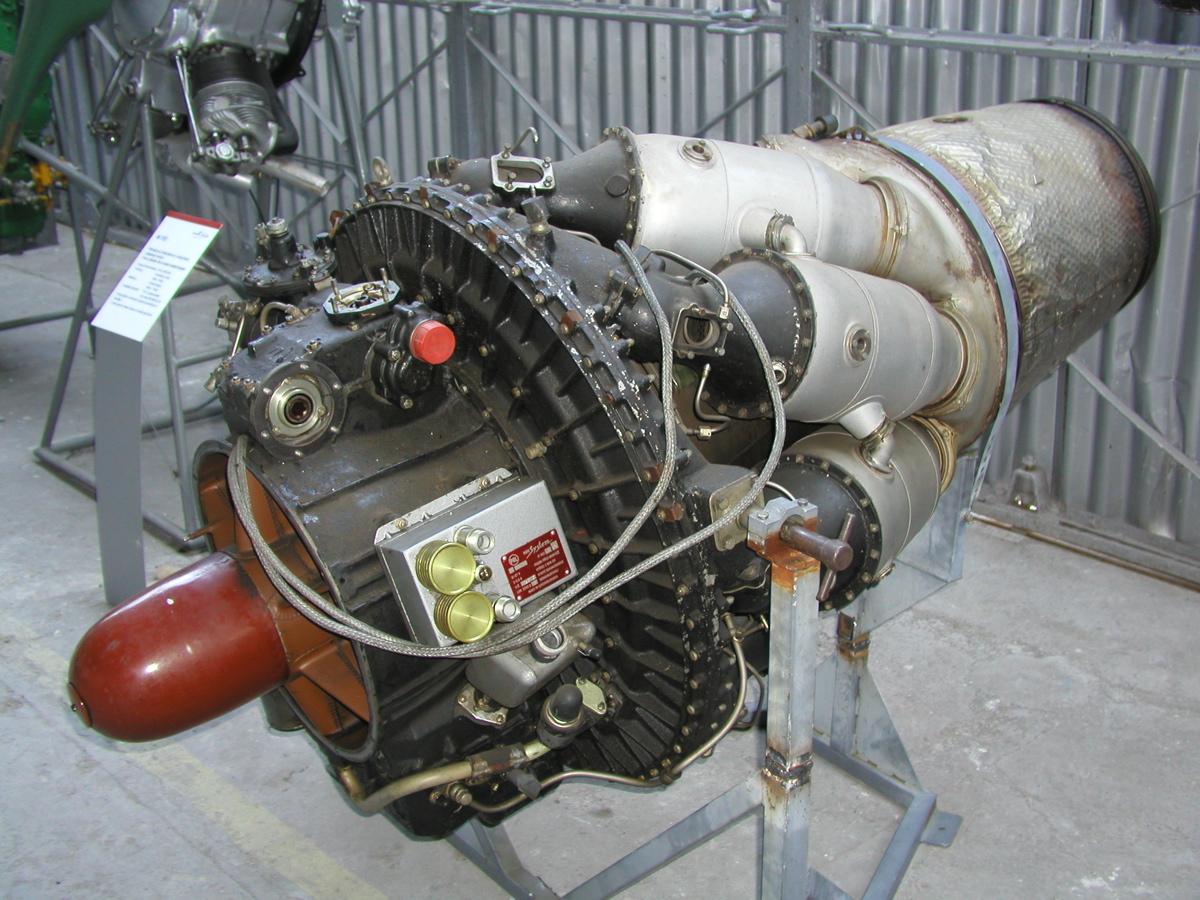
L-29に搭載されたM701

出典: 『週刊ワールド・エアクラフト』通巻13号 デアゴスティーニ・ジャパン 2000年
諸元
- 乗員: 2名
- 全長: 10.81 m
- 全高: 3.13 m
- 翼幅: 10.29 m
- 翼面積: 19.85 平方メートル
- 空虚重量: 2,364 kg
- 運用時重量: 3,280 kg
- 最大離陸重量: 3,540 kg
- 動力: モータレット M701-C150またはS50（英語版、チェコ語版） 遠心式ターボジェット、873 kg   × 1

性能
- 最大速度: 655 km/h
- 巡航速度: 545 km/h
- フェリー飛行時航続距離: 894km  増槽2本追加
- 航続距離: 640 km
- 離陸滑走距離: m （ft）
- 着陸滑走距離: m （ft）

武装
- 主翼左右下面に1箇所ずつのハードポイント、最大200kgまでの爆弾やロケット弾などを装備可能。
- 固定武装: なし

## 派生型
XL-29
試作機。エンジンは、ブリストル・シドレー・バイバーを装備。
L-29A
単座の曲技飛行用機体。少数機生産。
L-29R
攻撃機型。試作のみ。

## 運用国
- ソビエト連邦
  - ソ連空軍

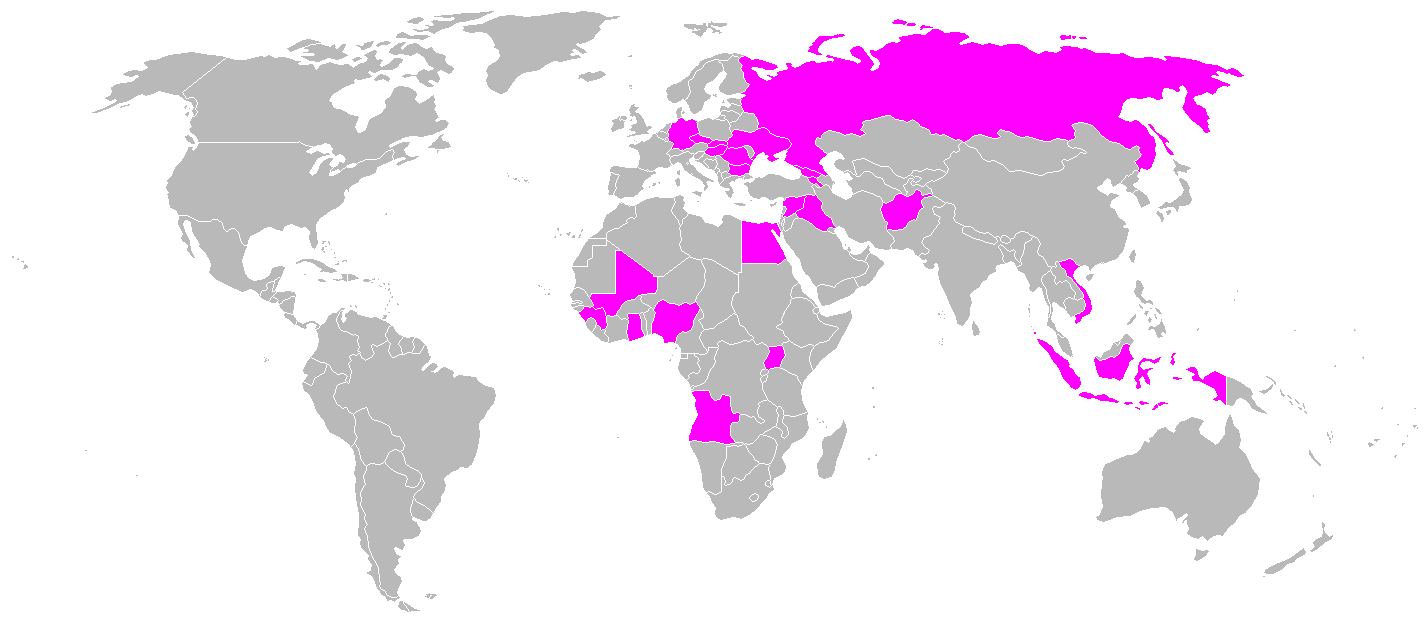
L-29の運用国

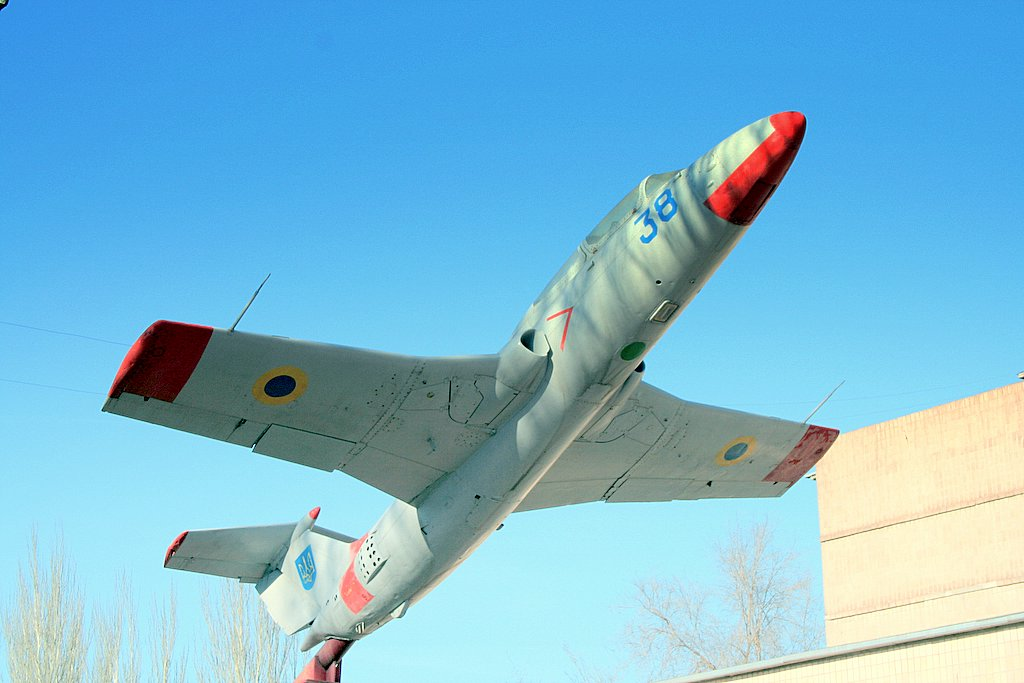
ウクライナで展示されるL-29

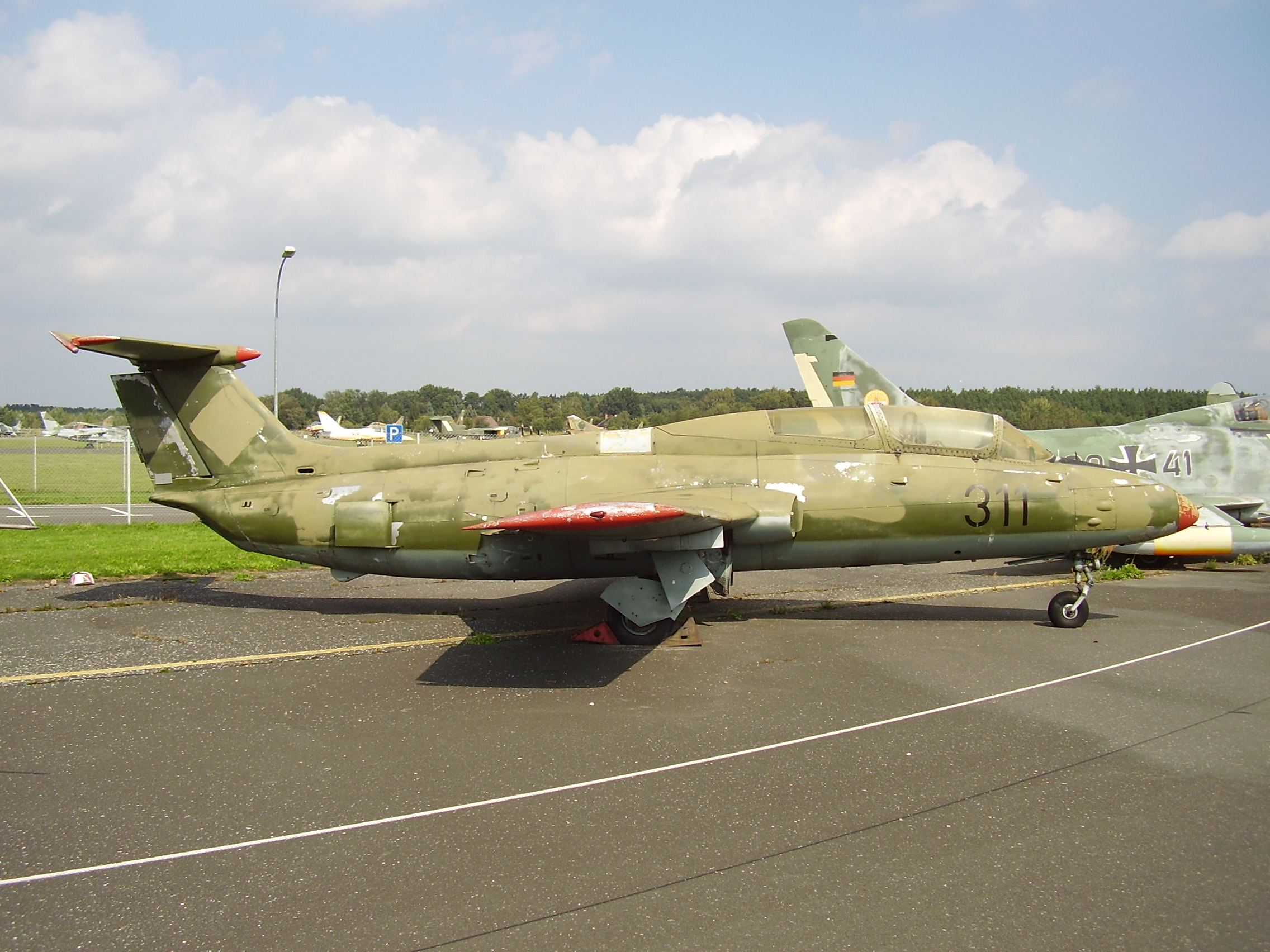
ドイツで展示される東ドイツ機

  - ソ連陸海空軍志願支援協会（en:DOSAAF）
- ソ連諸国
  -  ロシア
  -  アルメニア
  -  アゼルバイジャン
  -  ジョージア
  -  タジキスタン
- ワルシャワ条約機構加盟国
  -  ブルガリア[1] - 退役済み[2]。
  -  チェコスロバキア
    -  チェコ - 400機を継承。
    -  スロバキア

  -  東ドイツ
  -  ハンガリー
  -  ルーマニア - 2006年に全機退役。
- アフガニスタン - 1978年-1999年まで運用。
- イラク - 退役済。
- シリア
- エジプト
- ギニア
- ガーナ
- マリ
- ナイジェリア
- ウガンダ
- インドネシア
- ベトナム
- 南アフリカ共和国 - 民間のアクロバットチームが使用。